# Nelson Vivas
Nelson Vivas (Granadero Baigorria, 18 oktober 1969) is een voormalig Argentijns voetballer.
Vivas maakte zijn profdebuut bij Quilmes op 10 september 1991 in een wedstrijd tegen Newell's Old Boys. In 1994 maakte hij de overstap naar de grote club Boca. Zoals wel meerdere Zuid-Amerikaanse voetballers ging ook hij zijn geluk in Europa beproeven. Eerst bij de bescheiden Zwitserse club Lugano, op leenbasis nog van Boca. In 1998 verkocht Boca hem voor £1.600.000 aan de Londense topclub Arsenal. Bij deze club was hij meer als reserve voor de spelers Lee Dixon en Nigel Winterburn. In de League Cup scoorde hij zijn enige goal voor de club, tegen Derby County. In 2000 werd hij kort uitgeleend aan Celta de Vigo. In 2001 maakte hij de overstap naar Inter Milaan, waar hij er niet in slaagde een vaste waarde te worden in het basiselftal. In 2003 keerde hij terug naar de Argentijnse competitie. 
Na één seizoen bij River Plate keerde hij terug naar de club waar hij begon, Quilmes. 
Ondanks dat hij in de competitie niet vaak aan spelen toekwam was hij wel een vaste waarde in het nationale elftal. 
1 Bossio ·
2 Ayala ·
3 Chamot ·
4 Zanetti ·
5 Pérez ·
6 Fabbri ·
7 Ortega ·
8 Escudero ·
9 Batistuta ·
10 Espina  ·
11 Rambert ·
12 Burgos ·
13 Rotchen ·
14 Arruabarrena ·
15 Vivas ·
16 Jiménez ·
17 Gallardo ·
18 López ·
19 Crespo ·
20 Bassedas ·
Coach: Passarella
1 Roa ·
2 Ayala ·
3 Chamot ·
4 Pineda ·
5 Almeyda ·
6 Sensini ·
7 López ·
8 Simeone  ·
9 Batistuta ·
10 Ortega ·
11 Verón ·
12 Burgos ·
13 Paz ·
14 Vivas ·
15 Astrada ·
16 Berti ·
17 Cavallero ·
18 Balbo ·
19 Crespo ·
20 Gallardo ·
21 Delgado ·
22 Zanetti ·
Coach: Passarella